# Georges Candilis
Georges Candilis (en grec : Γεώργιος Κανδύλης/Yeóryos Kandýlis) né le 29 mars 1913 à Bakou et mort le 10 mai 1995 à Paris 14e est un architecte et urbaniste grec.
.

## Biographie
Il effectue des études d'architecture à l'École polytechnique d'Athènes de 1931 à 1936. Il rencontre Le Corbusier durant ses études, alors qu'il assiste au quatrième Congrès international d'architecture moderne qui se tient à Athènes en 1933. En 1943, Le Corbusier lui confie la direction de l'ASCORAL (Assemblée de COnstructeurs pour une Rénovation Architecturale). Candilis s'installe en France en 1945 et y rejoint l'atelier de Le Corbusier, devenant un de ses principaux collaborateurs. Il endosse notamment la responsabilité de la programmation du chantier de l'Unité d’habitation de Marseille jusqu'en 1952.
Candilis se rend à Tanger au début des années 1950, où il rejoint l'antenne africaine de l'Atelier des bâtisseurs (ATBAT) fondé par Le Corbusier, Jacques Lefebvre, Vladimir Bodiansky, André Wogenscky et Marcel Py en 1947 dans le cadre de la construction de l'Unité d'habitation de Marseille. Shadrach Woods, l'ingénieur Henri Piot et Candilis dirigent cette structure, conçue à mi-chemin entre centre de recherche et lieu de travail interdisciplinaire où collaborent architectes, ingénieurs et techniciens. En raison du climat politique local alors tendu, l'atelier tangérois est fermé en 1952, ce qui conduit Candilis et Woods à devenir les directeurs du siège situé à Casablanca jusqu'en 1954, moment de l'arrêt définitif des activités africaines de l'ATBAT. L'ATBAT continue cependant au siège parisien de la rue Saint-Augustin à Paris.
Membre fondateur du collectif Team 10 en 1953, Candilis apporte comme contribution principale son idée de "l'habitat du plus grand nombre". Cette idée lui est venue de Michel Écochard, avec qui Woods et Candilis ont présenté en 1953 leurs travaux marocains lors du neuvième CIAM. Ces travaux, ainsi que ceux effectués dans le cadre des projets de l'ATBAT, ont été suivis avec attention et ont reçu des critiques élogieuses. Vers la fin des années 1950, Candilis développe déjà avec Woods l'idée d'un habitat évolutif, intégrant la problématique de la croissance et du changement à l'échelle de la maison individuelle. Au sein de la Team 10, Candilis constitue un lien de continuité entre le CIAM, où il s'est investi de longue date, et Le Corbusier, de par la relation privilégiée qu'ils entretiennent.
Après la fin de l'ATBAT, Candilis et Woods s'installent en 1954 à Paris, où ils créent leur propre agence, en partenariat avec l'architecte yougoslave Alexis Josic. Ils s'associent également aux ingénieurs Paul Dony et Henri Piot. L'agence, à peine ouverte, gagne le concours « Opération Million », dont l'objectif est de réduire des deux tiers le coût de construction d'un appartement trois pièces, en le faisant descendre en dessous du million de francs. Jusqu'en 1964, l'agence Candilis-Josic-Woods travaille sur des dizaines de milliers de logements, en France métropolitaine comme dans les DOM-TOM. Entre autres réalisations remarquables, on peut citer l'extension de Bagnols-sur-Cèze avec la collaboration de Nadir Afonso  entre 1956 et 1961 ou la conception du quartier du Mirail à Toulouse de 1961 à 1971. Au sein de l'équipe, Candilis a pour rôle la représentation officielle de l'agence et la négociation, en étant constamment en contact d'un côté avec les entrepreneurs et de l'autre avec les politiques.
En 1965, il ouvre un atelier extérieur à l'École nationale supérieure des beaux-arts de Paris à la demande de ses étudiants, le groupe C. Il continue d'enseigner après les évènements de mai 1968, à l'Unité Pédagogique UP 6. Il assure également, de manière ponctuelle, des interventions dans d'autres écoles en France et à l'étranger où il est invité.

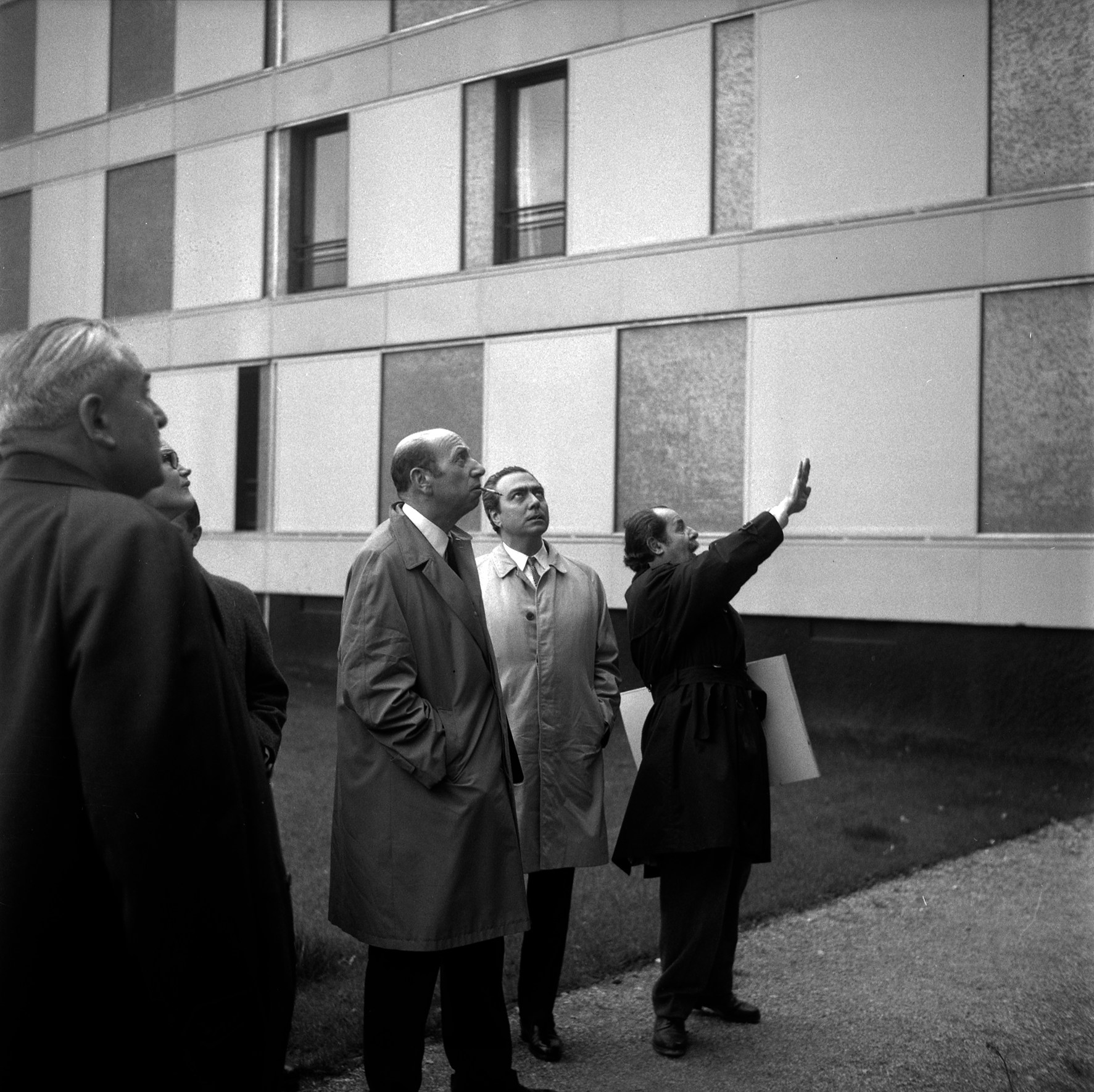
Georges Candilis expliquant son projet du Mirail au maire de Toulouse en 1968.

Lorsque le CIAM cesse d'exister, Candilis continue à organiser certaines réunions de la Team 10 : celles de Bagnols-sur-Cèze en 1960 et de Toulouse en 1971. La dernière réunion du collectif, informelle, se tient en 1977 à Bonnieux, dans sa propre maison de vacances.
En 1969, le partenariat avec Josic et Woods est rompu. Candilis poursuit alors seul son activité en tant qu'architecte et urbaniste. Il travaille sur l'aménagement de sites touristiques (dont Port-Barcarès et Port-Leucate), ainsi que sur plusieurs projets de logements et d'écoles au Moyen-Orient. Il est appelé par ailleurs en Grèce après la chute des colonels en 1974 pour des conseils dans des projets d'aménagement et d'urbanisme. En 1973 il est architecte-conseil auprès du bureau Organisation et Aménagement (Paris), chargé de faire l'étude d'aménagement régional de la Province de l'Est en Arabie Saoudite.

## Principales réalisations
- 1945-1952 : collaborateur de Le Corbusier pour la Cité radieuse de Marseille
- 1951-1952: immeubles "Sémiramis" et "Nids d'abeille" dans le Quartier des Carrières centrales à Casablanca

Cabinet Candilis-Josic-Woods

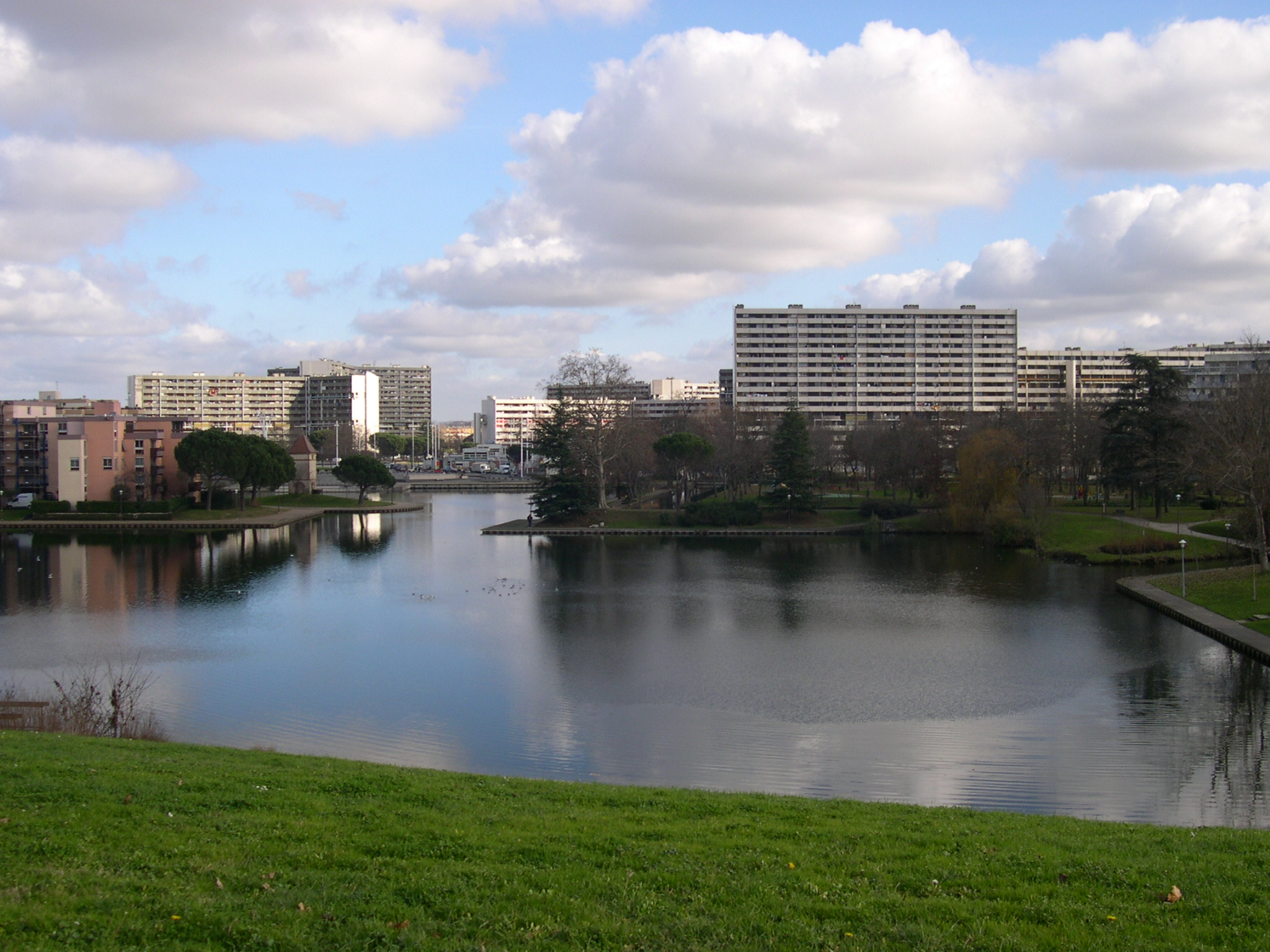
Vue générale actuelle du quartier du Mirail à Toulouse

- 1955 : cité "Le village" à Persan (Val-d'Oise)
- 1955 : le "Super Belvédère" à Marseille Bon Secours (13014) dans le cadre de l'opération Million (un logement pour un million)
- 1956-1961 : architecte en chef de l'extension de Bagnols-sur-Cèze (Gard) pour le compte du CEA
- 1956-1962 : Cité Emmaüs, rue de l'étoile à Bobigny (735 logements)[5]
- 1957 :  cité Pierre-Montillet au Blanc-Mesnil (Seine-Saint-Denis) pour le compte d'Emmaüs (partiellement détruite)
- 1957-1960 : ensemble d'habitations et marché couvert à Bois-Colombes (Hauts-de-Seine)
- 1957 : cité Emmaüs à Aulnay-sous-Bois (Seine-Saint-Denis) (250 logements)
- 1958-1962 : tours d'habitations  rue Gabriel-Péri et rue Célestin-Alphonso à Ivry-sur-Seine (Val-de-Marne)
- 1959 : immeubles d'habitations rue Léon-Martine à Châtenay-Malabry (Hauts-de-Seine)
- 1959-1962 : ensemble d'habitations La Viste à Marseille pour le compte de la SCIC (1000 logements)
- 1959-1962 : immeuble d'habitation de luxe "Résidence Vaugirard Mathurin Régnier" (235 rue de Vaugirard et 3/15 rue Mathurin Régnier) 15e arrondissement de Paris
- 1961 : ensemble d'habitation "cité du Soleil" à Avignon pour le compte de la SCIC
- 1961-1966 : conception de la Zone à urbaniser en priorité (ZUP) du Mirail à Toulouse
- 1961 : lotissement des muriers pour le CEA, à Manosque (Alpes-de-Haute-Provence) (labellisé « Patrimoine du XXe siècle »[6])
- 1961-1962 : école primaire française de Genève[7]
- 1962 : station de sports d'hiver à Saint-Martin-de-Belleville (Savoie)
- 1964 :  église Notre-Dame de l'Annonciation à Saint-Julien-l'Ars (Vienne)
- 1964 : ensemble d'habitations Le Clos d'Orville à Nîmes
- 1965 : cité artisanale Les Bruyères à Sèvres (Hauts-de-Seine)
- 1967-1975 : Université Toulouse II-Le Mirail
- 1969 : Université libre de Berlin

Architecte indépendant
- 1964-1972 : stations balnéaires de Port-Leucate et Port-Barcarès (Aude et Pyrénées-Orientales)
- 1970 : école d'architecture de Toulouse
- 1970 : quartier du Rû de Vaux à Ezanville (Val-d'Oise)
- 1972 : station balnéaire parc Massolin à Roquebrune-Cap-Martin (Alpes-Maritimes)
- 1975 : résidence de France au Havre quartier du bois-de-bléville grands ensembles Henri dunant (le havre)

## Publications
- Recherches sur l'architecture des loisirs, éd. Eyrolles, 1973, 144 p.
- Bâtir la Vie, éd. Stock, 1977, 311 p. ; réédition Infolio, coll. Archigraphy Poche, Gollion, 2012 (auto-rétrospective de son travail)